# Погранично-Григорьевка
Погранично-Григорьевка — деревня в Черлакском районе Омской области России. Входит в состав Медетского сельского поселения.

## История
Основана в 1909 году. В 1928 г. посёлок Погранично-Григорьевский состоял из 100 хозяйств, основное население — русские. Центр Погранично-Григорьевского сельсовета Крестинского района Омского округа Сибирского края.
В соответствии с Законом Омской области от 30 июля 2004 года № 548-ОЗ «О границах и статусе муниципальных образований Омской области» деревня вошла в состав образованного муниципального образования «Медетское сельское поселение».

## Население
| 2010 |
| ---- |
| 71   |

Гендерный состав
По данным Всероссийской переписи населения 2010 года в гендерной структуре населения из 71 человек мужчин — 33, женщин — 38 (46,5 и 53,5 % соответственно).
Национальный состав
В 1928 г. основное население — русские.
Согласно результатам переписи 2002 года, в национальной структуре населения русские составляли 77 % от общей численности населения в 142 чел..